# Ana Bamdad
Ana Bamdad (rođ. Dragana Krbavac) je spisateljica i autor dela "Gole duše". Rođena je 23. januara 1976. godine u Dvoru na Uni, Hrvatska.
Godine 1991. godine dolazi u Novi Sad, gde upisuje Gimnaziju. Diplomirala je na Filozofskom fakultetu u Novom Sadu 2000. godine na odseku za srpski jezik i književnost. Majka je dvoje dece. Danas piše i kratke priče: "Kad život zakasni", "Na bunaru", "Pijani monah" i dr. U svim svojim radovima nastoji da ostane verna svojoj poruci: pre nego sto odeš-živi.

## Spoljašne veze
- Blog Ane Bamdad